# Canavalia kauensis
Canavalia kauensis är en ärtväxtart som beskrevs av St.John. Canavalia kauensis ingår i släktet Canavalia och familjen ärtväxter. Inga underarter finns listade i Catalogue of Life.